# Alfréd Schaffer
Alfréd Schaffer (en húngaro: Schaffer Alfréd; Budapest, 13 de febrero de 1893-Prien am Chiemsee, Alemania, 30 de agosto de 1945) fue un jugador y entrenador de fútbol húngaro. En su etapa como jugador profesional se desempeñaba como delantero.
Hizo una gran cantidad de goles con el MTK Budapest entre 1917 y 1919, convirtiéndose en el máximo goleador de Europa en esos tiempos. Fue entrenador adjunto de la selección de Hungría subcampeona del mundo en 1938.

## Fallecimiento
El 30 de agosto de 1945, mientras era entrenador del Bayern de Múnich, fue encontrado muerto en la estación de trenes de Prien am Chiemsee. No se pudo determinar la causa de muerte.

## Selección nacional
Fue internacional con la selección de Hungría en 15 ocasiones y convirtió 20 goles.

## Equipos

### Como jugador
| Equipo        | País                  | Año       |
| ------------- | --------------------- | --------- |
| Tatabánya     | Imperio austrohúngaro | 1911-1912 |
| Budapesti AK  | Imperio austrohúngaro | 1912-1913 |
| MTK Budapest  | Hungría               | 1914-1919 |
| Basilea       | Suiza                 | 1919-1920 |
| Núremberg     | República de Weimar   | 1920-1921 |
| Wacker Múnich | República de Weimar   | 1921-1922 |
| Sparta Praga  | Checoslovaquia        | 1922      |
| MTK Budapest  | Hungría               | 1922-1923 |
| Austria Viena | Austria               | 1923-1925 |
| Sparta Praga  | Checoslovaquia        | 1925-1926 |
| MTK Budapest  | Hungría               | 1933      |

### Como entrenador
| Equipo                       | País                | Año       |
| ---------------------------- | ------------------- | --------- |
| Austria Viena                | Austria             | 1923-1925 |
| Sparta Praga                 | Checoslovaquia      | 1925-1926 |
| DSV Múnich                   | República de Weimar | 1926-1927 |
| Wacker Múnich                | República de Weimar | 1927-1928 |
| Austria Viena                | Austria             | 1929      |
| Hertha BSC                   | República de Weimar | 1929-1930 |
| Wacker Múnich                | República de Weimar | 1930-1932 |
| Eintracht Fráncfort          | República de Weimar | 1932-1933 |
| MTK Budapest                 | Hungría             | 1933      |
| Núremberg                    | Alemania nazi       | 1933-1935 |
| MTK Budapest                 | Hungría             | 1935-1937 |
| Selección nacional (adjunto) | Hungría             | 1938      |
| Rapid Bucarest               | Rumania             | 1939-1940 |
| Roma                         | Italia              | 1940-1942 |
| Ferencváros                  | Hungría             | 1943-1944 |
| Bayern de Múnich             | Alemania nazi       | 1944-1945 |

## Palmarés

### Como jugador

#### Campeonatos regionales
| Título                            | Equipo        | País                | Año  |
| --------------------------------- | ------------- | ------------------- | ---- |
| Kreisliga Nordbayern              | Núremberg     | República de Weimar | 1921 |
| Campeonato de Alemania Meridional | Núremberg     | República de Weimar | 1921 |
| Kreisliga Südbayern               | Wacker Múnich | República de Weimar | 1922 |
| Campeonato de Alemania Meridional | Wacker Múnich | República de Weimar | 1922 |

#### Campeonatos nacionales
| Título                  | Equipo        | País                  | Año  |
| ----------------------- | ------------- | --------------------- | ---- |
| Nemzeti Bajnokság I     | MTK Budapest  | Imperio austrohúngaro | 1917 |
| Nemzeti Bajnokság I     | MTK Budapest  | Imperio austrohúngaro | 1918 |
| Nemzeti Bajnokság I     | MTK Budapest  | Hungría               | 1919 |
| Campeonato alemán       | Núremberg     | República de Weimar   | 1921 |
| Campeonato checoslovaco | Sparta Praga  | Checoslovaquia        | 1922 |
| Nemzeti Bajnokság I     | MTK Budapest  | Hungría               | 1923 |
| Copa de Hungría         | MTK Budapest  | Hungría               | 1923 |
| Campeonato austríaco    | Austria Viena | Austria               | 1924 |
| Copa de Austria         | Austria Viena | Austria               | 1924 |
| Copa de Austria         | Austria Viena | Austria               | 1925 |
| Campeonato checoslovaco | Sparta Praga  | Checoslovaquia        | 1926 |

#### Distinciones individuales
| Distinción                                | Año  |
| ----------------------------------------- | ---- |
| Futbolista del año en Hungría             | 1915 |
| Futbolista del año en Hungría             | 1916 |
| Máximo goleador de la Nemzeti Bajnokság I | 1918 |
| Máximo goleador de las ligas europeas     | 1918 |
| Máximo goleador de la Nemzeti Bajnokság I | 1919 |
| Máximo goleador de las ligas europeas     | 1919 |

### Como entrenador

#### Campeonatos regionales
| Título                                 | Equipo              | País                | Año  |
| -------------------------------------- | ------------------- | ------------------- | ---- |
| Brandenburgische Fußball-Meisterschaft | Hertha BSC          | República de Weimar | 1930 |
| Campeonato de Alemania Meridional      | Eintracht Fráncfort | República de Weimar | 1932 |
| Gauliga Bayern                         | Núremberg           | Alemania nazi       | 1934 |

#### Campeonatos nacionales
| Título              | Equipo         | País    | Año  |
| ------------------- | -------------- | ------- | ---- |
| Nemzeti Bajnokság I | MTK Budapest   | Hungría | 1936 |
| Nemzeti Bajnokság I | MTK Budapest   | Hungría | 1937 |
| Copa de Rumania     | Rapid Bucarest | Rumania | 1940 |
| Serie A             | Roma           | Italia  | 1942 |
| Copa de Hungría     | Ferencváros    | Hungría | 1944 |